# Actul capitulării Japoniei

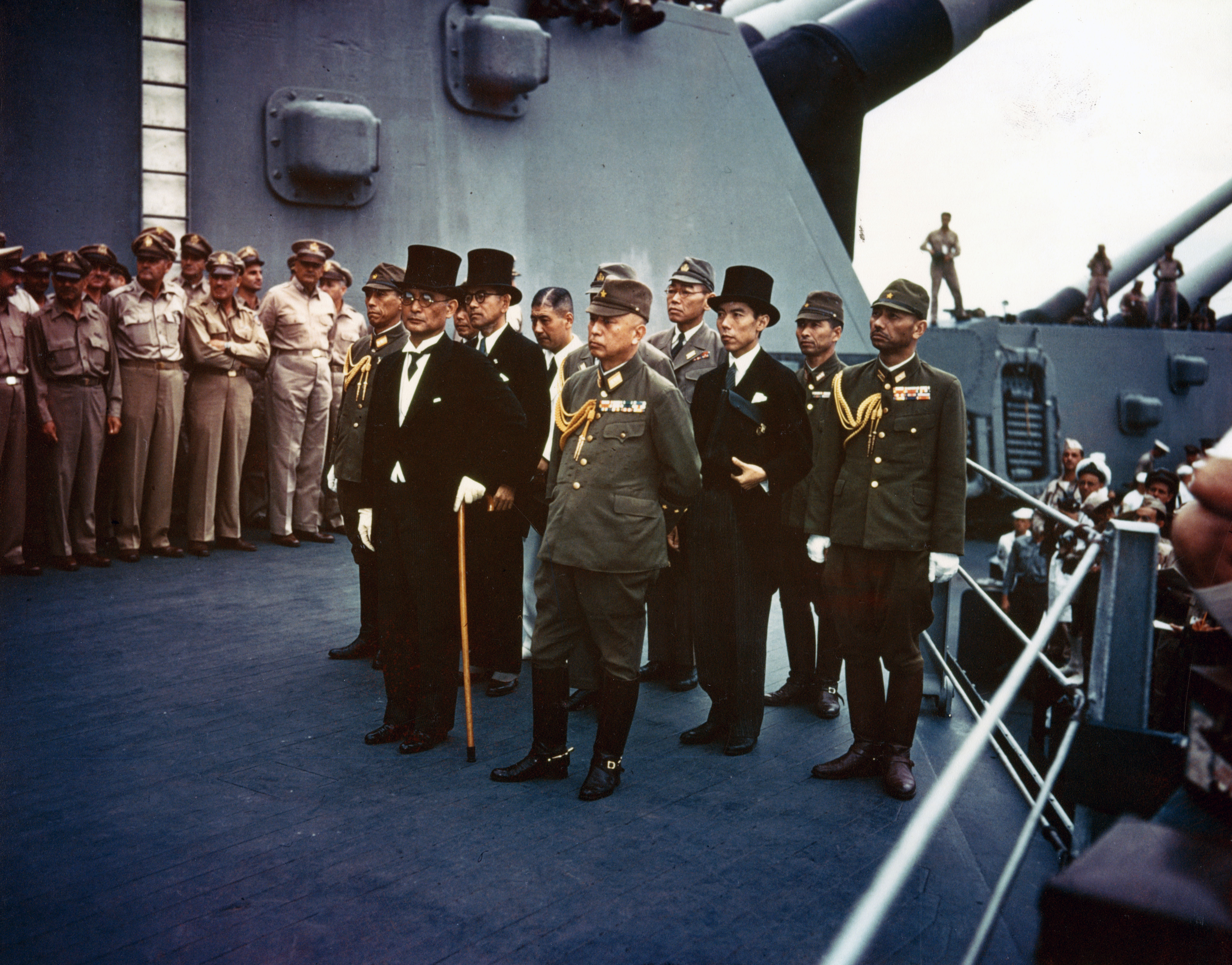
Reprezentanții japonezi aflați la bordul USS Missouri, cu puțin timp mai înainte de semnarea actelor capitulării

Actul capitulării Japoniei este înțelegerea scrisă prin care era stabilit armistițiul care punea capăt războiului din Pacific și celui de-al doilea război mondial. Armistițiul a fost semnat de reprezentanții Imperiului Japonez pe de-o parte și cei ai Aliaților: Statele Unite ale Americii, Republica China, Regatul Unit, Uniunea Sovietică, Australia, Dominionul Canadei, Guvernul provizoriu al Republicii Franceze, Olanda și Noua Zeelandă la bordul vasului de război american USS Missouri, ancorat în Golful Tokyo pe 2 septembrie 1945. Ziua este denumită impropriu uneori Ziua victorie asupra Japoniei, deși acest termen este folosit de obicei pentru a denumi dată în care Împăratul Hirohito a acceptat termenii Declarației de la Potsdam – 15 august. 

## Ceremonia de capitulare

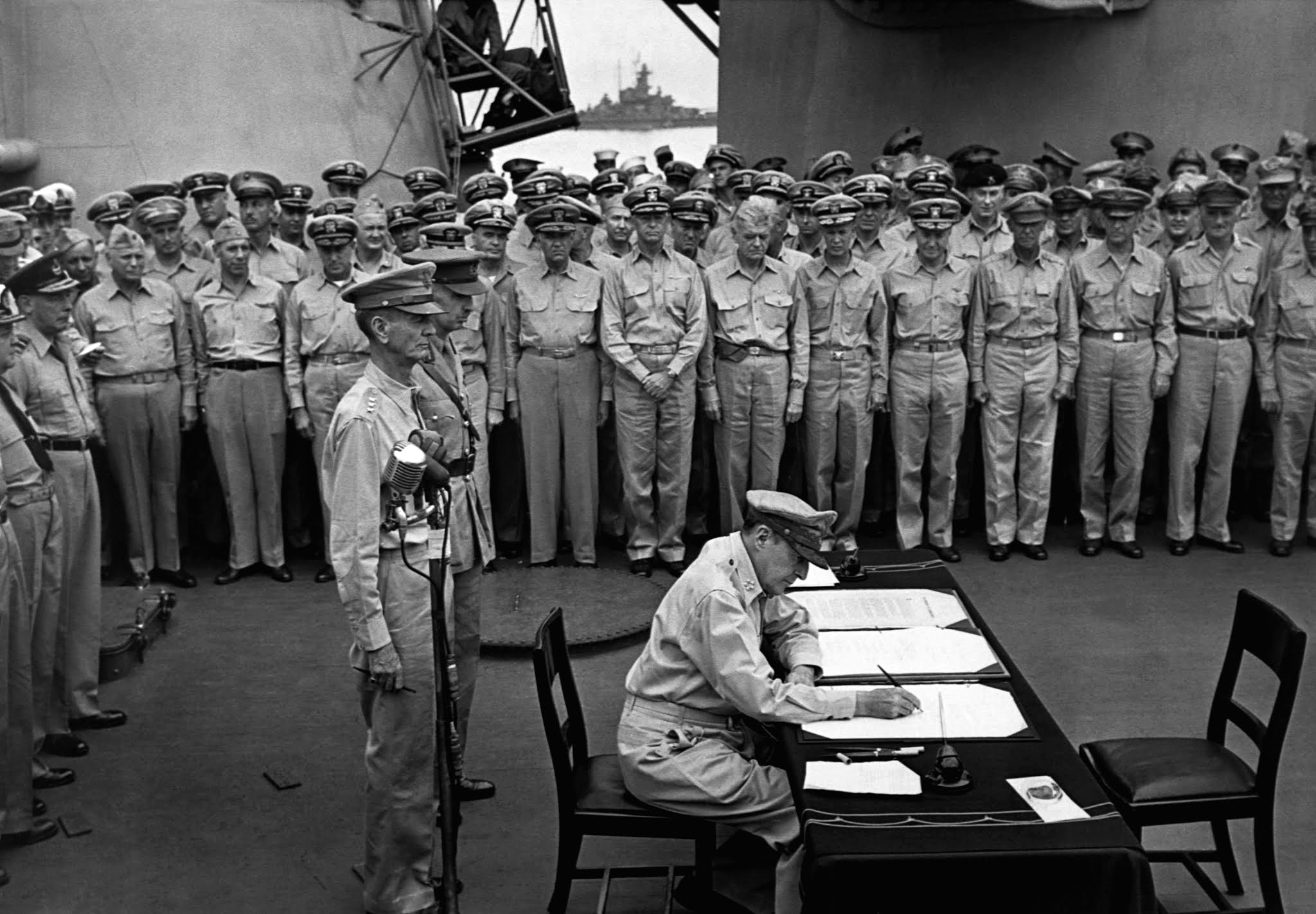
Generalul Douglas MacArthur semnând actul capitulării din partea SUA

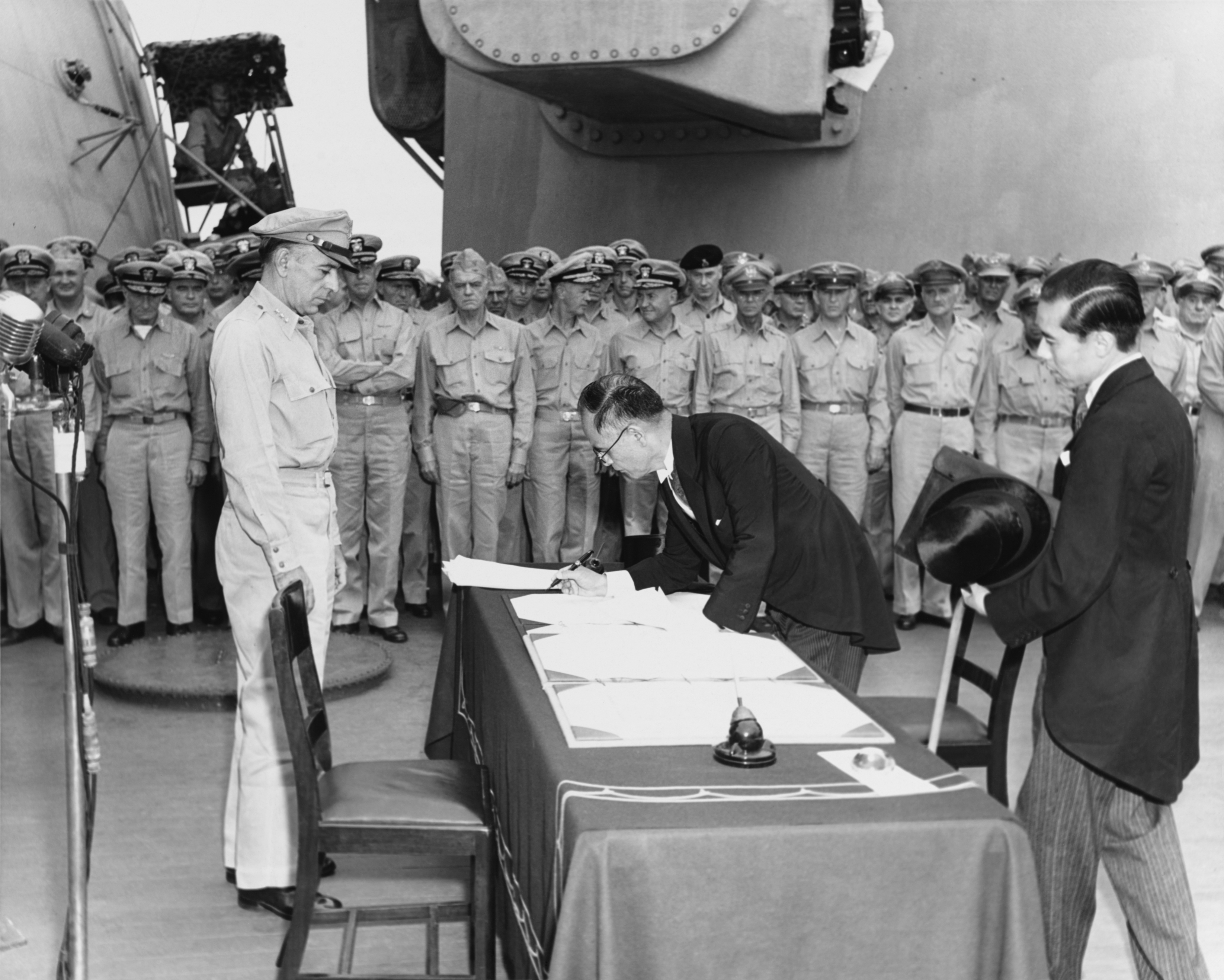
Ministrul japonez de externe Mamoru Shigemitsu semnând actul capitulării din partea Japoniei

Ceremonia de semnare a avut loc la bordul vasului american Missouri și a durat 23 de minute și a fost transmisă în toată lumea. Actul capitulării a fost semnat la început de ministrul de externe japonez Mamoru Shigemitsu "din ordinul și în numele împăratului Japoniei și a guvernului japonez " și mai apoi de generalul Yoshijiro Umezu, șeful Marelui Stat Major, "din ordinul și în numele Cartierului general imperial japonez " la ora 9:04. După aceasta au semant generalul american Douglas MacArthur, comandantul aliat suprem pe teatrul de luptă din Pacific. Au semnat ca martori generalul locotenent american Jonathan Mayhew Wainwright IV (care capitulase în Filipine) și generalul locotenent britanic Arthur Percival, (care capitulase în fața japonezilor în Singapore). Ultimii doi au primit ca suvenir câte unul dintre cele trei stilouri cu care a fost semnat actul capitulării. Un al treile stilou se păstrează în muzeul Academiei militare americane West Point.
Au semant de asemenea: 
- Amiralul Chester Nimitz pentru Statele Unite ale Americii,
- Generalul Hsu Yung-Ch'ang pentru Republica China,
- Amiralul Bruce Fraser pentru Regatul Unit,
- Generalul locotenent Kuzma Derevianko pentru Uniunea Sovietică,
- Generalul Thomas Blamey pentru Australia,
- Colonelul Lawrence Moore Cosgrave pentru Canada,
- Generalul Philippe Leclerc de Hautecloque pentru Franța,
- Viceamiralul C.E.L. Helfrich pentru Olanda și
- Vicemareșalul aerului Leonard M. Isitt pentru Noua Zeelandă.

Pe 6 septembrie, colonelul Bernard Theilen a adus documentul și transcrierea imperială la Washington, D.C. și le-a prezentat a doua zi președintelui Harry Truman într-o ceremonie oficială la Casa Albă. Documentele sunt păstrate în Arhiva Națională a Statelor Unite.

## Steagurile arborate în timpul ceremoniei

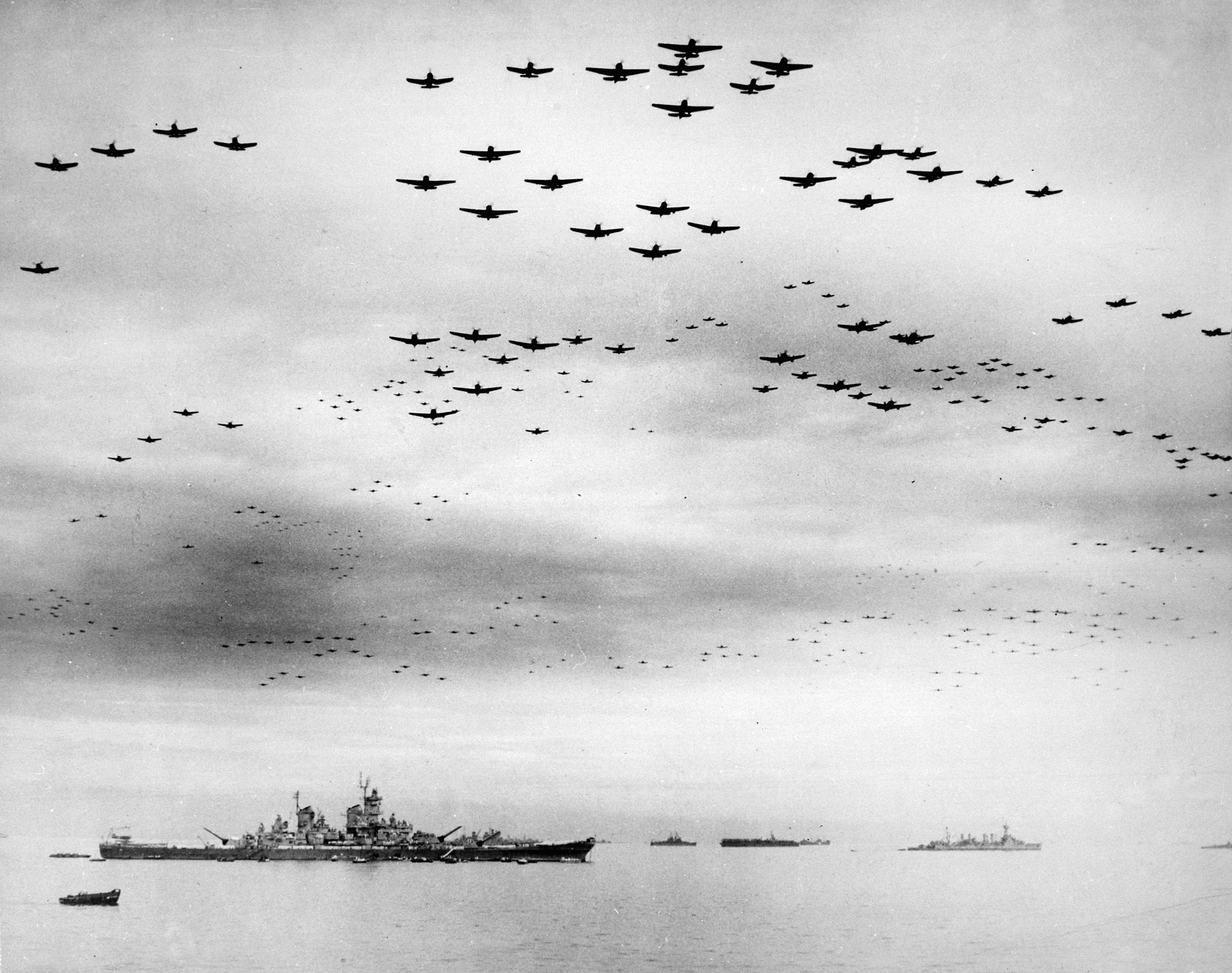
Formație uriașa de avioane americane planând deasupra USS Missouri și a Golfului Tokyo sărbătorind semnarea armistițiului, 2 septembrie 1945

Puntea vasului Missouri a fost împodobită cu două steaguri americane. Unul dintre ele a fost cel arborat pe catargul fregatei  comodorului Matthew C. Perry, care, cu aproape un secol în urmă, navigase în Golful Tokyo, forțând deschiderea porturilor japoneze pentru comerțul internațional. MacArthur era văr al comodorului Matthew Perry. Se povestește ca MacArthur a fost cel care a avut inițiativa ca să fie arborat acel steag istoric, el văzându-se probabil ca un al doilea „deschizător” al Japoniei și nu ca un cuceritor. Se afirmă că cel de-al doilea steag care a fost arborat în Golful Tokyo a fost cel care flutura deasupra Casei Albe în ziua în care Pearl Harbor a fost atacat. Căpitanul USS Missouri, Stuart Murray explică însă:

„La ora opt, noi am arborat un set de fanioane colorate curate la arborele principal și un drapel național la pupa, dat fiind că eram la ancoră, și aș vrea să adaug că acestea erau doar steaguri militare navale regulamentare, pe care le-am scos din magazie, nimic special despre ele, iar acestea nu au mai fost folosite nicăieri altundeva, cel puțin după câte știu eu, cel puțin erau curate și le-am mai arborat probabil în mai în Guam.  Așa că ele nu erau cu nimic speciale. Unele dintre articolele istorice spun că a fost același steag care a fluturat pe Casa Albă sau pe Capitoliul Național pe 7 decembrie 1941, la atacul de la Pearl Harbor, sau la Casablanca, și așa mai departe, și că, de asemenea, MacArthur l-a adus la Tokyo și ar fi fluturat deasupra carierului său general. Singurul lucru pe care îl pot spune este că sunt prostii, pentru că nu a fost nimic din toate acestea. A fost doar un steag obișnuit militar al Statelor Unite. Le-am oferit pe amândouă Muzeului Academiei Navale, când ne-am întors pe coasta de răsărit în octombrie. Singurul steag special a fost steagul comodorului Perry, care a fost arborat pe corabia sa, în același loc, cu 82 de ani mai înainte. A fost scos din caseta sa de sticlă de la Muzeul Academiei Navale. Un ofițer mesager l-a adus. L-am agățat deasupra ușii cabinei mele, orientat către înainte, pe puntea capitulării, astfel ca toată lumea de pe punte să-l vadă.” 

## Textul documentului

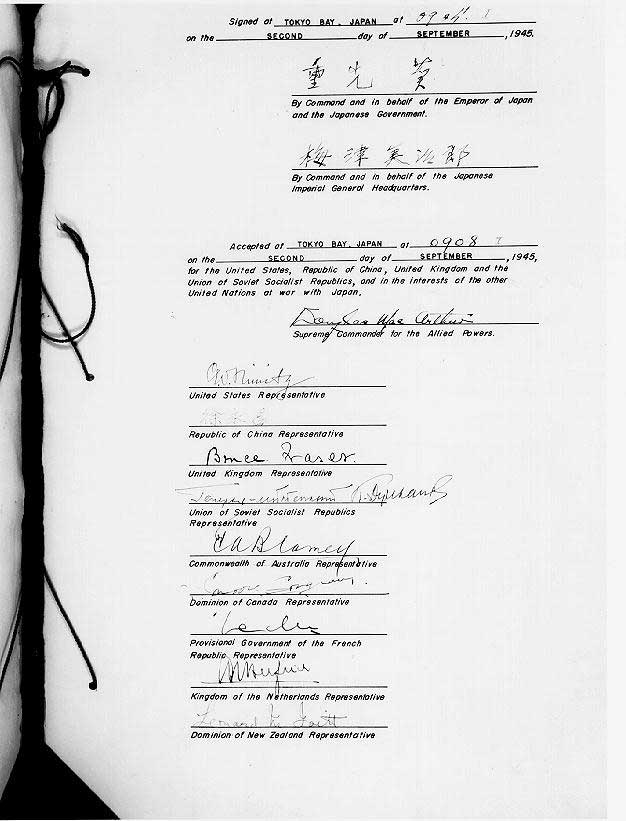
Copia japoneză a documentului capitulării

Noi, acționând la ordinul și în numele Împăratului Japoniei, a guvernului japonez și Cartierului general imperial japonez, acceptăm în felul acesta prevederile din declarația emisă de șefii guvernelor Statelor Unite, Chinei și Marii Britanii pe 26 iulie 1945 la Potsdam, iar după aceea de URSS, care patru puteri sunt numite în continuare Puterile Aliate. 
Prin aceasta proclamăm capitularea necondiționată către Puterile Aliate a Cartierului general imperial japonez și a tuturor forțelor armate japoneze și a tuturor forțelor armate sub control japonez, oriunde ar fi ele aflate. 
Prin aceasta noi comandăm tuturor forțelor japoneze oriunde s-ar afla și poporului japonez să înceteze ostilitățile de acum în colo, să păstreze și să salveze de la distrugere toate vasele, avioanele și proprietățile militare și civile, și să se supunuturor cerințelor care ar putea fi impuse de Comandantul suprem al Puterilor Aliate sau la ordinul acestuia, de agențiile guvernului japonez. 
Prin aceasta noi ordonăm Cartierului general imperial japonez să emită de urgență ordine către comandanții tuturor forțelor japoneze și ai tuturor forțelor sub control japonez orunde s-ar afla ele să de predea necondiționat, ei și toate forțele de sub controlul lor.
Prin aceasta noi ordonăm tuturor oficialităților civile, militare și navale să se supună și să aplice toate proclamațiile, ordinele și directivele considerate de Comandantul suprem al Puterilor Aliate potrivite pentru aducerea la îndeplinirea acestei capitulări și emise de el sau sub autoritatea sa, și noi îndemnăm toate aceste oficialități să rămână la posturile lor și să continue să-și îndeplinească datoriile necombatante până când vor fi eliberați în mod special de el sau de cineva de sub autoritatea sa. 
Prin aceasta noi ne obligăm pentru împărat, guvernul japonez și succesorii lor să îndeplinim cu bună credință prevederile Proclamației de la Potsdam și să emitem orice ordine și să întreprindem orice acțiune care poate fi cerută de Comandantul Suprem a Puterilor Aliate sau de oricare alt reprezentant desemnat de Puterile Aliate cu scopul punerii în practică a acelei declarații. 
Prin aceasta noi ordonăm guvernului imperial japonez și Cartierului general imperial japonez să elibereze de îndată toți prizonierii de război aliați și internații civili aflați acum sub control japonez și să le asigure protecție, îngrijire, întreținere și transport imediat în locurile indicate. 
Autoritatea împăratului și a guvernului japonez de guvernare a statului va fi supusă Comandantului suprem al Puterilor Aliate, care va lua astfel de măsuri pe care le consideră potrivite pentru punerea în practică a termenilor acestei capitulări. 
Semnat în GOLFUL TOKYO, JAPONIA la 09:04 în  A DOUA zi din DECEMBRIE, 1945

Mamoru Shigemitsu din ordinul și în numele împăratului Japoniei și  a guvernului japonez 
Yoshijiro Umezu din ordinul și în numele cartierului general imperial japonez 
Acceptat în GOLFUL TOKYO, JAPONIA la 09:08 A DOUA zi din DECEMBRIE, 1945 pentru Statele Unite, Republica China, Regatul Unit și URSS și în interesul altor Națiuni Unite aflate în război cu Japonia
Douglas MacArthur

Comandant Suprem al Puterilor Aliate 
C.W. Nimitz

Reprezentant al SUA 
Hsu Yung-Ch'ang

Republica China
Bruce Fraser

 Reprezentant al Regatului Unit 
Kuzma Derevianko

 Reprezentant al URSS
Thomas Blamey

reprezentant al Commonwealth of Australia 
L. Moore Cosgrave

 Reprezentant al Dominionului Canada 
Jacques Leclerc

 Reprezentant al Guvernului provizoriu al Republicii Franceze  
C.E.L. Helfrich

 Reprezentant al Regatului Olandei 
Leonard M. Isitt

 Reprezentant al Dominionului Noua Zeelandă

## Diferențe între cele două copii ale trataului
Copia japoneză a tratatului diferea de cea a Aliaților prin următoarele: 
- Copia Aliaților era prezentată în coperți din piele aurită, cu sigiliile ambelor țări tipărite pe prima copertă, în vreme ce copia japoneză era legată în coperți din carton obișnuit, fără niciun sigiliu tipit pe prima copertă.

- Reprezentantul canadian, L. Moore Cosgrave, a semnat greșit pe un rând mai jos decât trebuia pe copia japoneză, forțând pe toți cei de sub el să semneze cu un  rând mai jos, adăugându-și inițialele lângă numele lor.